# Шевчук, Иван Петрович
Иван Петрович Шевчук  (1914 — 1983) — советский хозяйственный, государственный и политический деятель, Герой Социалистического Труда.

## Биография
Родился в 1914 году в селе Слобода. Член КПСС.
С 1932 года — на хозяйственной, общественной и политической работе. В 1932—1983 гг. — младший научный работник научно-исследовательского института свиноводства и опытной станции по животноводству в городе Полтаве, старший зоотехник в совхозах Краснодарского края, директор совхоза «Вторая пятилетка» Ленинградского района Краснодарского края, партизан Великой Отечественной войны, директор совхоза «Соревнование» Сталинского сельского района Краснодарского края, директор племенного свиноводческого завода «Венцы-Заря», директор Краснодарского треста «Свинопром», заместитель начальника краевого управления сельского хозяйства.
Указом Президиума Верховного Совета СССР от 31 октября 1957 года присвоено звание Героя Социалистического Труда с вручением ордена Ленина и золотой медали «Серп и Молот».
Делегат XXI и XXIV съездов КПСС.
Умер в Краснодаре в 1983 году.